# Spirostreptus corvinus
Spirostreptus corvinus är en mångfotingart som beskrevs av Ludwig Carl Christian Koch 1865. Spirostreptus corvinus ingår i släktet Spirostreptus och familjen Spirostreptidae. Inga underarter finns listade i Catalogue of Life.